# YEPD

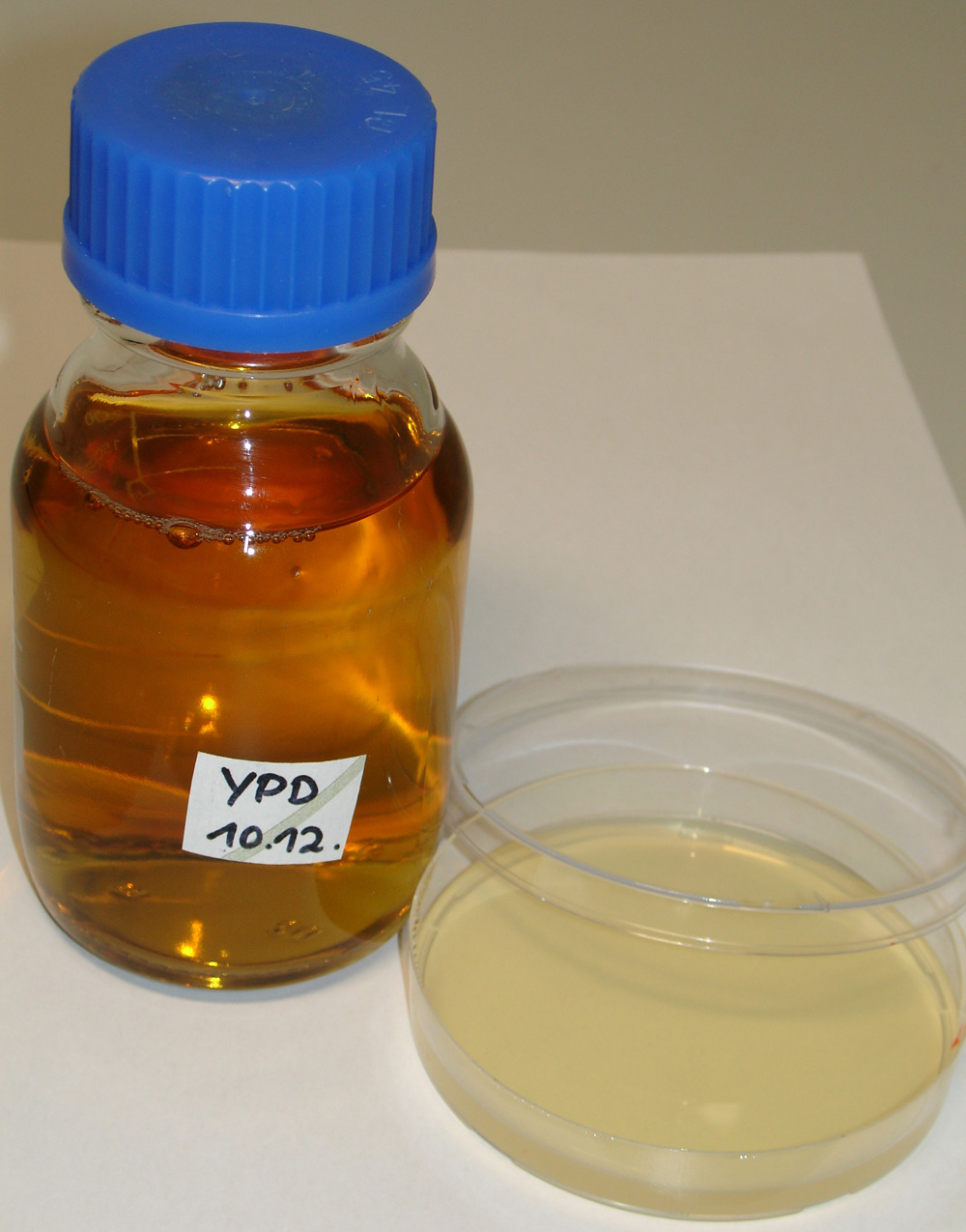
Жидкая и агаризованная YPD

YEPD (от англ. yeast extract peptone dextrose — дрожжевой экстракт пептон декстроза) или сокращенно YPD — полная питательная среда для роста дрожжей. Содержит дрожжевой экстракт, пептон, дважды дистиллированную воду и декстрозу. Может использоваться как плотная среда после добавления агар-агара. В дрожжевом экстракте содержатся все аминокислоты, необходимые для роста. Поскольку YEPD — полная среда, её нельзя использовать для отбора необходимых колоний по ауксотрофности. Вместо этого YEPD широко используется в лабораторной практике в качестве богатой среды для стандартного выращивания биомассы дрожжей.
Агаризованная версия YEPD состоит из 0,3 % (масса/объем) дрожжевого экстракта, 1 % пептона, 1 % глюкозы, 2 % агара, а все остальное — дистиллированная вода. Для приготовления жидкой среды нужно просто не добавлять агар.